# صالح صديق
صالح صديق لاعب سعودي يبلغ من العمر 36 عام مثل نادي الشباب السعودي منذ بداية حياته الكروية في مركز قلب الدفاع و حقق معه العديد من البطولات و في عام 2009 - 2010 وقع مخالصة مع نادي الشباب و وقع لـنادي النصر مقابل 700,000 ريال .
مثّل المنتخب السعودي في مباريات ودية.
انتقل في أغسطس 2010 إلى نادي هجر بالأحساء في الشرقية ثم انتقل إلى نادي الكوكب في الخرج
ثم اعتزل